# Bakić
Bakić je priimek več oseb:
- Aleksandar Bakić, srbski general JLA in veterinar (1915-?)
- Aleksandar Bakić (1995-), bosanskohercegosvki šahist
- Aleksandar Bakić (2000-), črnogorsko-hrvaški? rokometaš
- Damir Bakić, hrvaški matematik, univ. profesor in politik (1957-)
- Mitar Bakić, črnogorsko-srbski komunist, general in politik (1908-1960)
- Pavle Bakić, srbski despot Ogrske (?-1537)
- Vojin Bakić, hrvaški kipar (1915-1992)
- Vojislav Bakić, srbski pedagog